# NGC 2758
NGC 2758 في الفهرس العام الجديد، هي مجرة، تقع في كوكبة الشجاع. اكتشفت في 1886 بواسطة فرانك مولر.

## روابط خارجية
- NGC 2758 على موقع ويكي سكاي: DSS2, SDSS, GALEX, IRAS, Hydrogen α, X-Ray, Astrophoto, Sky Map, Articles and images